# Барс (хокей на траві)
«Барс» — команда з хокею на траві, яка представляє місто Бердичів у вищій лізі чемпіонату України.
Заснована 1981 року . 
2007 року змінила назву на «Барс» (Бердичів), коли президентом став Геннадій Радзимінський. 
Станом на 2008 рік упродовж 16-ти сезонів у вищій лізі команда один раз виборювала срібні нагороди і двічі - бронзові. На той час майже повністю фінансувалася Житомирською обласною школою вищої спортивної майстерності. Складалася 5-ти майстрів спорту і 15-ти кандидатів у майстри. Троє учасників: воротар Максим Лівшун та гравці Євген Мокрицький і Валентин Матвійчук, були кандидатами в юнацьку збірну України. 
У чемпіонаті України 2010-2011 під назвою “Барс-Буревісник” (Бердичівський район) посіли третє місце. У регулярному чемпіонаті були четвертими. Потім навесні взяли участь у плей-оф. Спочатку поступилися чемпіонам України команді Колос (Вінниця) з рахунком 2:9. У серії з трьох матчів за третє місце перемогли 2:1 команду Черкаси-ШВСМ. Вирішальною стала третя гра, яку бердичівські хокеїсти виграли 3:2 .
У сезоні 2015-2016 під назвою "Старт"[уточнити] вибороли срібно чемпіонату України. Завдяки цьому здобули право на виступ у турнірі EuroHockey Club Challenge IV 2017, яка є шостою за силою лігою серед клубних змагань з хокею на траві в Європі (після Євроліги, EuroHockey Club Trophy, EuroHockey Club Challenge I і т.д). Турнір проходив у селі Предановці (Словенія). Посіли на тому турнірі 1-ше місце. Спочатку у підгрупі "B" здобули перемоги над клубами з Греції (4:0), Словенії (6:2) та Мальти (5:3). Потім у фіналі перемогли «Сейнейокі Юнайтед» (Фінляндія) з рахунком 7:0. Завдяки цьому потрапили до  турніру EuroHockey Club Challenge III, який є на одну сходинку вищим. Але для участі в ньому їм треба було посісти 2-ге місце в Чемпіонаті України 2016-2017.
У сезоні 2017-2018 виступає у вищій лізі під назвою «ЖДУ-БКПЕП-Старт» (Бердичівський район)[уточнити]. 